# UNI global union
 (juillet 2012).
Si vous disposez d'ouvrages ou d'articles de référence ou si vous connaissez des sites web de qualité traitant du thème abordé ici, merci de compléter l'article en donnant les références utiles à sa vérifiabilité et en les liant à la section « Notes et références ».
UNI global union est une fédération syndicale internationale, née le 1er janvier 2000, lors de la fusion de quatre anciennes fédérations syndicales internationales : la FIET (Fédération Internationale des Employés, Techniciens et Cadres), l'IC (Internationale des Communications, ancienne internationale des PTT), l'IGF (International Graphic Federation) et la MEI (Media Entertainment International). Elle est l'une des 10 fédérations syndicales internationales travaillant avec la Commission syndicale consultative auprès de l'OCDE.
UNI Global Union déclare être la voix de 20 millions de travailleurs du secteur de services du monde entier. Par le biais de ses 900 syndicats affiliés, UNI représente les travailleurs et travailleuses de 150 pays de toutes les régions du monde. UNI représente les travailleurs des services d’entretien et de sécurité, du commerce, de la finance, du jeu, des secteurs graphique et de l’emballage, de la coiffure et de l’esthétique, des médias, du spectacle et des arts, de la poste et de la logistique, des assurances sociales, du sport, des agences de travail temporaire et du tourisme.
Elle se donne pour mission de développer et renforcer les syndicats affiliés et UNI Global Union pour améliorer les conditions de travail et de vie des travailleurs des services et secteurs connexes.
UNI Global Union coopère avec ses syndicats membres pour changer les règles du jeu sur le marché mondial du travail. Elle a adopté une stratégie intitulée « Aller de l’avant » se fixant pour but de syndiquer la main d’œuvre du secteur des services et de garantir le respect et la dignité sur les lieux de travail à l’échelle mondiale.

## Organisation
Le siège social d'UNI est basé à Nyon, en Suisse. Son Secrétaire Général actuel est Philip Jennings.

### Structures régionales
- UNI europa a un bureau à Bruxelles
- UNI africa a un bureau à Abidjan / Johannesburg
- UNI americas a un bureau à Uruguay
- UNI asia & pacific a un bureau à Singapour
- UNI MENA a un bureau à Tunis

### Secteurs professionnels
- UNI ICTS (technologies de l'information et de la communication)[1]
- UNI Postal
- UNI Commerce
- UNI Electricité
- UNI Finance
- UNI Industries graphiques
- UNI Coiffure & esthétique
- UNI Médias, spectacle et arts
- UNI Services d'entretien
- UNI Assurances sociales et services de santé
- UNI Tourisme
- UNI Jeux de hasard
- UNI Agences de travail temporaire

### Groupes transversaux
- UNI Femmes
- UNI Jeunes (-35 ans)
- UNI Cadres

### Coopérations
Avec d'autres fédérations et avec l'OCDE, voir Global Unions

## Actions
En juillet 2012, la UNI global union a apporté son soutien à 60 syndicats indiens qui ont écrit une lettre au premier ministre Manmohan Singh pour enquêter sur les pratiques de Walmart en Inde.